# カスピスク
カスピスク (Каспи́йск, Kaspiysk) は、ロシア連邦南部、ダゲスタン共和国の市。カスピ海に面し、マハチカラの18キロメートル南東に位置する。人口は2021年時点で121,140人であり、マハチカラの衛星都市となっている。

## 地理

### 人口
| 年   | 人口    | 増減率 |
| ---- | ------- | ------ |
| 1939 | 17,689  |        |
| 1959 | 25,178  | +42.3% |
| 1970 | 38,990  | +54.9% |
| 1989 | 49,382  | +26.7% |
| 1989 | 60,069  | +21.6% |
| 2002 | 77,650  | +29.3% |
| 2010 | 100,129 | +28.9% |
| 2021 | 121,140 | +21.0% |

| レズギ人           | 31.3% |
| ダルギン人         | 17.5% |
| ラク人             | 12.5% |
| ロシア人           | 10.5% |
| アヴァル人         | 10.3% |
| クムク人           | 8.6%  |
| タバサラン人       | 4.7%  |
| アグル人           | 1.2%  |
| アゼルバイジャン人 | 0.7%  |

### 気候
ケッペンの気候区分ではステップ気候(BSk)に分類される。
| カスピスクの気候       | カスピスクの気候 | カスピスクの気候 | カスピスクの気候 | カスピスクの気候 | カスピスクの気候 | カスピスクの気候 | カスピスクの気候 | カスピスクの気候 | カスピスクの気候 | カスピスクの気候 | カスピスクの気候 | カスピスクの気候 | カスピスクの気候 |
| 月                     | 1月              | 2月              | 3月              | 4月              | 5月              | 6月              | 7月              | 8月              | 9月              | 10月             | 11月             | 12月             | 年               |
| ---------------------- | ---------------- | ---------------- | ---------------- | ---------------- | ---------------- | ---------------- | ---------------- | ---------------- | ---------------- | ---------------- | ---------------- | ---------------- | ---------------- |
| 平均最高気温 °C （°F） | 3.3 (37.9)       | 3.6 (38.5)       | 7.1 (44.8)       | 14.4 (57.9)      | 21.1 (70)        | 26.3 (79.3)      | 28.9 (84)        | 28.6 (83.5)      | 23.5 (74.3)      | 17.2 (63)        | 10.8 (51.4)      | 5.8 (42.4)       | 15.88 (60.58)    |
| 日平均気温 °C （°F）   | 0.4 (32.7)       | 0.8 (33.4)       | 4.1 (39.4)       | 10.7 (51.3)      | 17.1 (62.8)      | 22.3 (72.1)      | 25.1 (77.2)      | 24.6 (76.3)      | 19.9 (67.8)      | 13.8 (56.8)      | 7.9 (46.2)       | 3.1 (37.6)       | 12.48 (54.47)    |
| 平均最低気温 °C （°F） | −2.4 (27.7)      | −2.0 (28.4)      | 1.1 (34)         | 7.0 (44.6)       | 13.2 (55.8)      | 18.3 (64.9)      | 21.4 (70.5)      | 20.6 (69.1)      | 16.4 (61.5)      | 10.4 (50.7)      | 5.0 (41)         | 0.5 (32.9)       | 9.13 (48.43)     |
| 降水量 mm （inch）     | 22 (0.87)        | 28 (1.1)         | 21 (0.83)        | 18 (0.71)        | 28 (1.1)         | 25 (0.98)        | 26 (1.02)        | 23 (0.91)        | 38 (1.5)         | 43 (1.69)        | 31 (1.22)        | 29 (1.14)        | 332 (13.07)      |
| 出典：Climate-Data.org |                  |                  |                  |                  |                  |                  |                  |                  |                  |                  |                  |                  |                  |

### 行政区分
ロシアの行政区分では、カスピスク市はラヨンと同等の地位である。

## 歴史

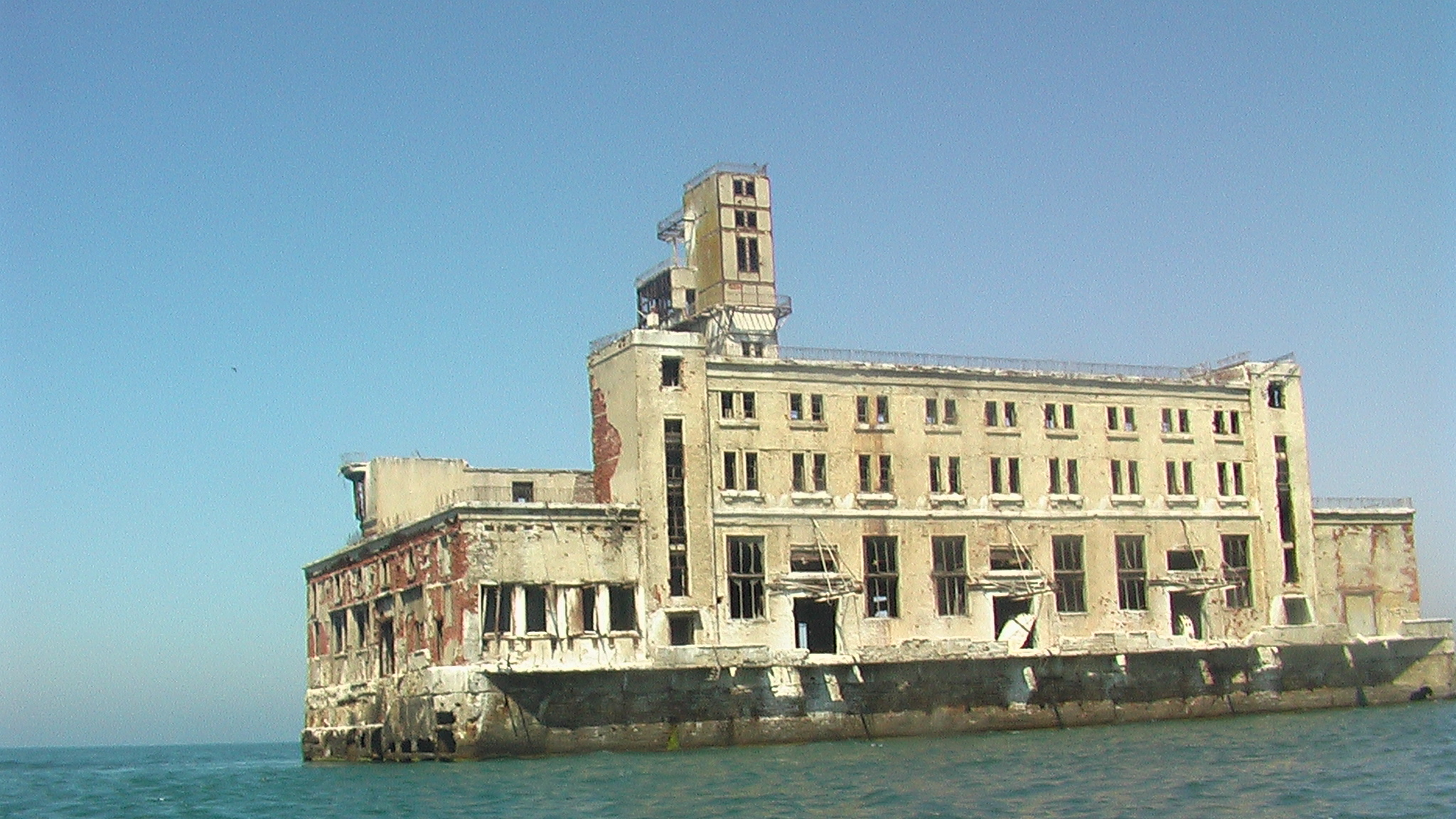
海岸から約2km離れたダグディゼル工場の廃墟

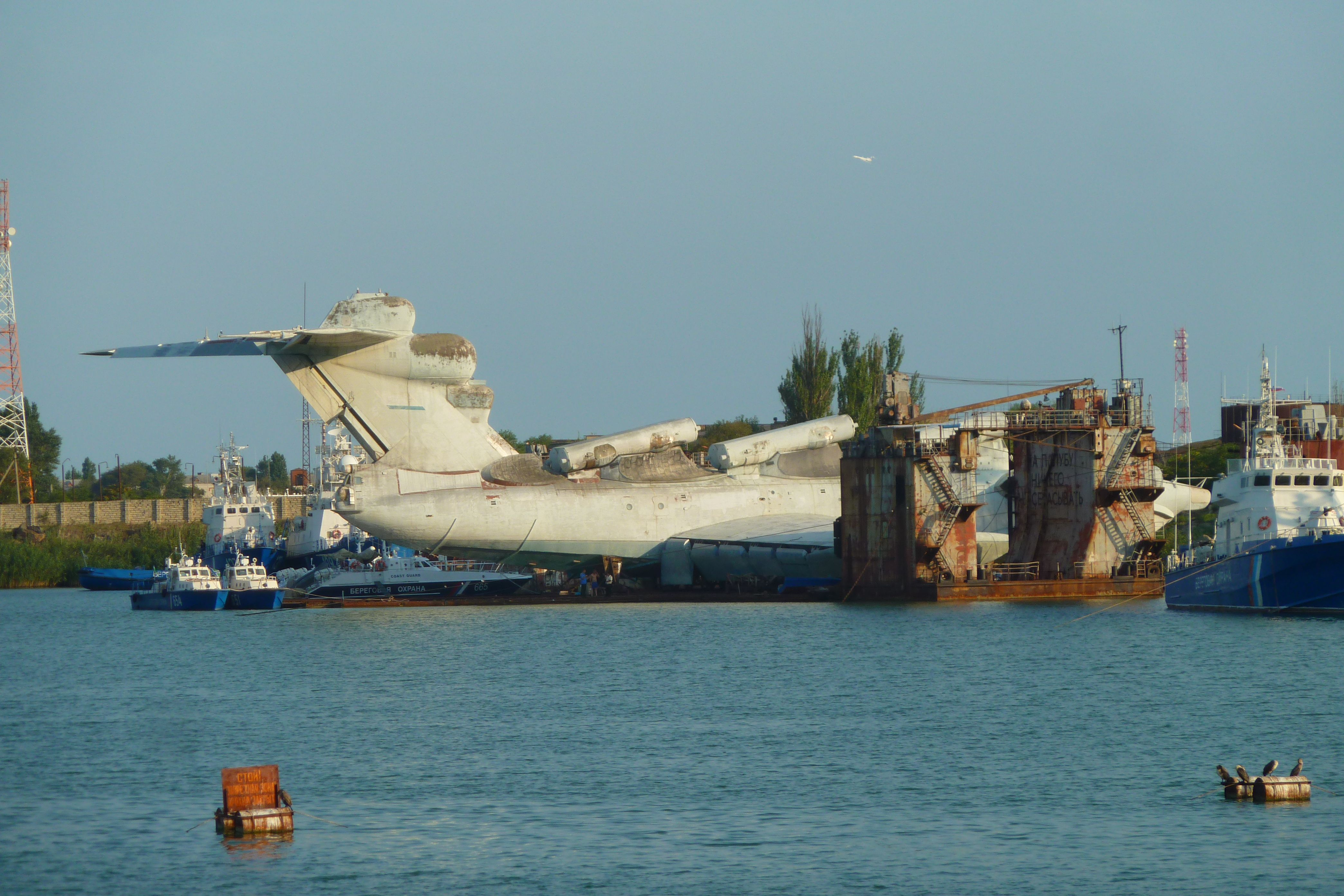
ルン級エクラノプラン(2010年、カスピスク)

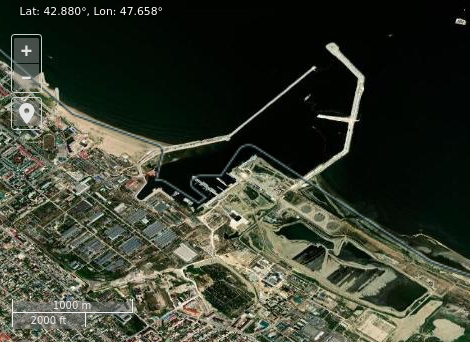
海軍基地とダグディゼル工場の衛星画像

カスピスクはダゲスタン共和国で比較的新しい都市である。1932年、海軍のディーゼルエンジンを製造する会社(ダグディゼル)の労働者の街として発展した。当時はロシア語で「エンジン」を意味するドヴィガテルストロイと呼ばれていた。第二次世界大戦中に戦争特需により発展し、主要な兵器製造拠点となった。1947年に市に昇格し、カスピ海に面することから現在の名称となった。
1996年11月16日、アパートが爆破され68人が死亡した。
2002年5月9日、戦勝パレード中に爆弾が爆発して43人が死亡した。
2024年11月6日、ウクライナがカスピスク海軍基地へ初めて無人機による攻撃を実施した。A-22はカスピ海艦隊のゲパルト級フリゲート艦2隻とブヤン級コルベット艦1隻に損害を与え、近隣のマハチカラ空港の運用を停止させた。ロシアのソーシャルメディアによると、攻撃には4機の無人機が使用され、そのうち1機が道路近くに墜落し、民間人1人が病院に搬送された。

## 宗教
主にイスラム教スンニ派とロシア正教が信仰されている。

## 経済
ロシア海軍向けのエンジン、兵器などを生産する工場がある。

## 軍事
ホバークラフトやエクラノプランを収容する大規模な海軍の施設がある。

## スポーツ
サッカープレミアリーグのFCアンジ・マハチカラの本拠地であったアンジ・アレーナがある。
2018年の夏季ユースオリンピックの開催地に立候補する予定だったが、断念された。

## 著名な出身者
- ガイダルベク・ガイダルベコフ - ボクサー

- スルタン・イブラギモフ - ボクサー

- レオニード・ミヘルソン - 起業家、億万長者

- マゴメド・オマロウ - ボクサー

- ザミラ・ラフマノワ - レスラー

- アルバート・セリモフ - ボクサー

- イブラギム・イブラギノフ - レスラー